# داستان جولسون
داستان جولسون (انگلیسی: The Jolson Story) یک فیلم در سبک زندگی‌نامه‌ای به کارگردانی آلفرد گرین محصول سال ۱۹۴۶ است.

## بازیگران
- لری پارکز در نقش Al Jolson
- اولین کیز در نقش Julie Benson
- ویلیام دمارست در نقش Steve Martin
- بیل گودوین در نقش Tom Baron
- لودویگ دونات در نقش Cantor Yoelson
- اسکاتی بکت as Asa Yoelson / Al Jolson, در نقش a boy
- Tamara Shayne در نقش Mrs. Yoelson
- Jo-Carroll Dennison در نقش Ann Murray
- جان الکساندر در نقش Lew Dockstader
- ارنست کوسارت در نقش Father McGee
- The Robert Mitchell Boy Choir در نقش the church choir (as Mitchell 'Boychoir')
- دوریس لوید
- اِلینور وَندِرویر
- سیمونا بانیفیس

## جوایز
- برنده جایزه اسکار بهترین موسیقی فیلم
- برنده جایزه اسکار بهترین صدابرداری فیلم